# The Morning After (Tankard)
The Morning After è il terzo album del gruppo tedesco thrash metal dei Tankard, uscito nel 1988 per la Noise Records.

## Il disco
I Tankard sfornano il loro terzo disco The Morning After, un album che li porterà in tour con band come Sodom, Kreator e Destruction guadagnandosi sempre più fama in Germania e in Europa. Il titolo The Morning After è un chiaro riferimento alla mattina dopo una sbronza colossale (basta guardare la copertina dell'album che ritrae un uomo steso per terra vicino al letto, circondato da bottiglie di birra e super alcolici), infatti di questo tratta la title track (classico della band). Da segnalare Mon Cheri canzone di 47 secondi da una velocità e potenza devastanti con un testo mieloso e sdolcinato.
Nel 2005 l'album viene rimasterizzato e gli viene aggiunto l'EP Alien.

## Tracce
1. Intro
2. Commandaments
3. Shit-Faced
4. TV Hero
5. F.U.N.
6. Try Again
7. The Morning After
8. Desperation
9. Feed the Lohocla
10. Help Yourself
11. Mon Cheri
12. Outro

## Formazione
- Andreas "Gerre" Geremia - voce
- Alex Katzmann - chitarra
- Andy Bulgaropulos - chitarra
- Frank Thowarth - basso
- Oliver Werner - batteria